# جون دبليو. فوس
جون دبليو. فوس (بالإنجليزية: John W. Foss)‏ هو عسكري أمريكي، ولد في 13 فبراير 1933 في هوتشينسون في الولايات المتحدة.
1. ↑   https://books.google.com/books?id=zqRPfg2-KCEC&pg=PA225. {{استشهاد ويب}}: |url= بحاجة لعنوان (مساعدة) والوسيط |title= غير موجود أو فارغ (من ويكي بيانات) (مساعدة)